# Ecrobia maritima
Ecrobia maritima is een slakkensoort uit de familie van de Hydrobiidae. De wetenschappelijke naam van de soort is voor het eerst geldig gepubliceerd in 1916 door Milaschewitsch.